# 水磨镇 (城固县)
水磨镇是中国陕西省汉中市城固县下辖的一个镇。

## 行政区划
水磨镇下辖以下行政区：
蒋家河村、水磨村、斜沟村、方家坡村、周家沟村、方家梁村、滥坝村、代家河村、西宫河村、花庙村